# Каргалка (приток Сока)
Каргалка — река в России, протекает по Сергиевскому району Самарской области. Длина реки составляет 13 км. Площадь водосборного бассейна — 76,4 км².

## География
Устье реки находится в болотистой местности, в 110 км по правому берегу реки Сок. В районе деревни Большие Печерки река запружена плотиной длиной 150 метров, образованное водохранилище имеет объем 0,36 млн м³. Летом почти полностью пересыхает.

## Данные водного реестра
По данным государственного водного реестра России относится к Нижневолжскому бассейновому округу, водохозяйственный участок реки — Сок от истока и до устья. Речной бассейн реки — Волга от верховий Куйбышевского водохранилища до впадения в Каспий.
Код объекта в государственном водном реестре — 11010000612112100005938.